# Lucasium
Lucasium – rodzaj jaszczurek z rodziny Diplodactylidae.

## Zasięg występowania
Rodzaj obejmuje gatunki występujące w Australii. 

## Systematyka
Rodzaj zdefiniował w 1929 roku niemiecki herpetolog i ornitolog James Roy Kinghorn w artykule poświęconym herpetologii opublikowanym w czasopiśmie Records of the Australian Museum. Gatunkiem typowym jest (oryginalne oznaczenie) Lucasium damaeum. Jednak nazwa – Lucasius – którą Kinghorn nadał nowemu taksonowi, okazała się młodszym homonimem rodzaju skorupiaków opisanego w 1859 roku, dlatego w 1965 roku niemiecki herpetolog Heinz Wermuth nadał rodzajowi gadów nową nazwę – Lucasium.

### Etymologia
Lucasius i Lucasium: Arthur Henry Shakespeare Lucas (1853–1936), urodzony w Wielkiej Brytanii australijski lekarz i herpetolog. 

### Podział systematyczny
Do rodzaju należą następujące gatunki: 
- Lucasium alboguttatum (Werner, 1910)
- Lucasium bungabinna Doughty & Hutchinson, 2008
- Lucasium byrnei (Lucas & Frost, 1896)
- Lucasium damaeum (Lucas & Frost, 1896)
- Lucasium immaculatum (Storr, 1988)
- Lucasium iris Vanderduys, Hoskin, Kutt, Wright & Zozaya, 2020
- Lucasium maini (Kluge, 1962)
- Lucasium microplax Eastwood, Doughty, Hutchinson & Pepper, 2020
- Lucasium occultum (King, 1982)
- Lucasium squarrosum (Kluge, 1962)
- Lucasium steindachneri (Boulenger, 1885)
- Lucasium stenodactylus (Boulenger, 1896)
- Lucasium wombeyi (Storr, 1978)
- Lucasium woodwardi (Fry, 1914)